# انا سانتو
انا سانتو (انگلیسی: Anna Szántó؛ زادهٔ ۲۴ نوامبر ۱۹۶۶) بازیکن هندبال اهل مجارستان است.